# Voletinský hřbitov
Voletinský hřbitov je jedním z pohřebišť na území města Trutnova v místní části Voletiny. Z hlediska římskokatolické duchovní správy se nachází na území farnosti – arciděkanství Trutnov I, vlastníkem hřbitova je město Trutnov.

## Historie
Hřbitov na Voletinách byl založen v roce 1895 při starší, ale tehdy již velmi sešlé kapli. Na místě této kaple byl následně v letech 1896-1897 postaven pseudorománský kostelík, zasvěcený svatému Josefovi, který je v katolické tradici vnímán také jako patron a přímluvce umírajících. Kostelík je jednou z dominant této části Trutnova. Hřbitov má půdorys mírně nepravidelného obdélníku. Vstup do areálu hřbitova je od ulice Libavská, napravo od vchodu na hřbitov se nachází zmíněný kostelík sv. Josefa, nalevo pak přízemní márnice se zvoničkou typu sanktusníku. Hřbitov má plochu 3400 metrů čtverečních a nachází se na něm několik pseudoslohových náhrobků z přelomu 19. a 20. století, na kterých převládají německé nápisy. Ostatní náhrobky jsou většinou novější a s nápisy českými. Ve staré (zadní) části hřbitova se nachází také dva pravoslavné hroby s typickou symbolikou pravoslavných křížů na náhrobcích. Spolek pro vojenská pietní místa zde rovněž eviduje dva vojenské hroby, jeden z první světové války (r. 1916), jeden z roku 1936. Některé německé hroby byly po roce 1945 druhotně použity pro české pohřby.

### Hlavní hřbitovní kříž
Roku 2000 věnoval hřbitovu soukromý donátor (jméno donátora a datum vztyčení kříže je na nápisové destičce při ukotvení kříže) velký dřevěný kříž s Kristem. Tento kříž se postupem let vlivem klimatických podmínek poněkud pokroutil (jeho svislé břevno na několika místech rozpraskalo), příčné břevno je mírně asymetricky vychýleno. Při patě kříže je místo, uzpůsobené pro pokládání svíček.

## Současnost
Hřbitov je stále používán jak pro pohřby do země (zvláště ve své starší části), tak pro pohřby urnové. Část hřbitova je ještě nevyužita a pouze zatravněna. V Trutnově se nenachází krematorium, ostatky zemřelých jsou zpopelňovány povětšinou v krematoriu v Jaroměři. O správu pohřebiště pečuje společnost Lesy a parky Trutnov s. r. o., která pečuje i o ostatní hřbitovy na území města. Ve hřbitovním kostele sv. Josefa, který spravuje trutnovské arciděkanství, bývají mimo pohřbů rovněž pravidelné běžné nedělní římskokatolické bohoslužby.

## Galerie

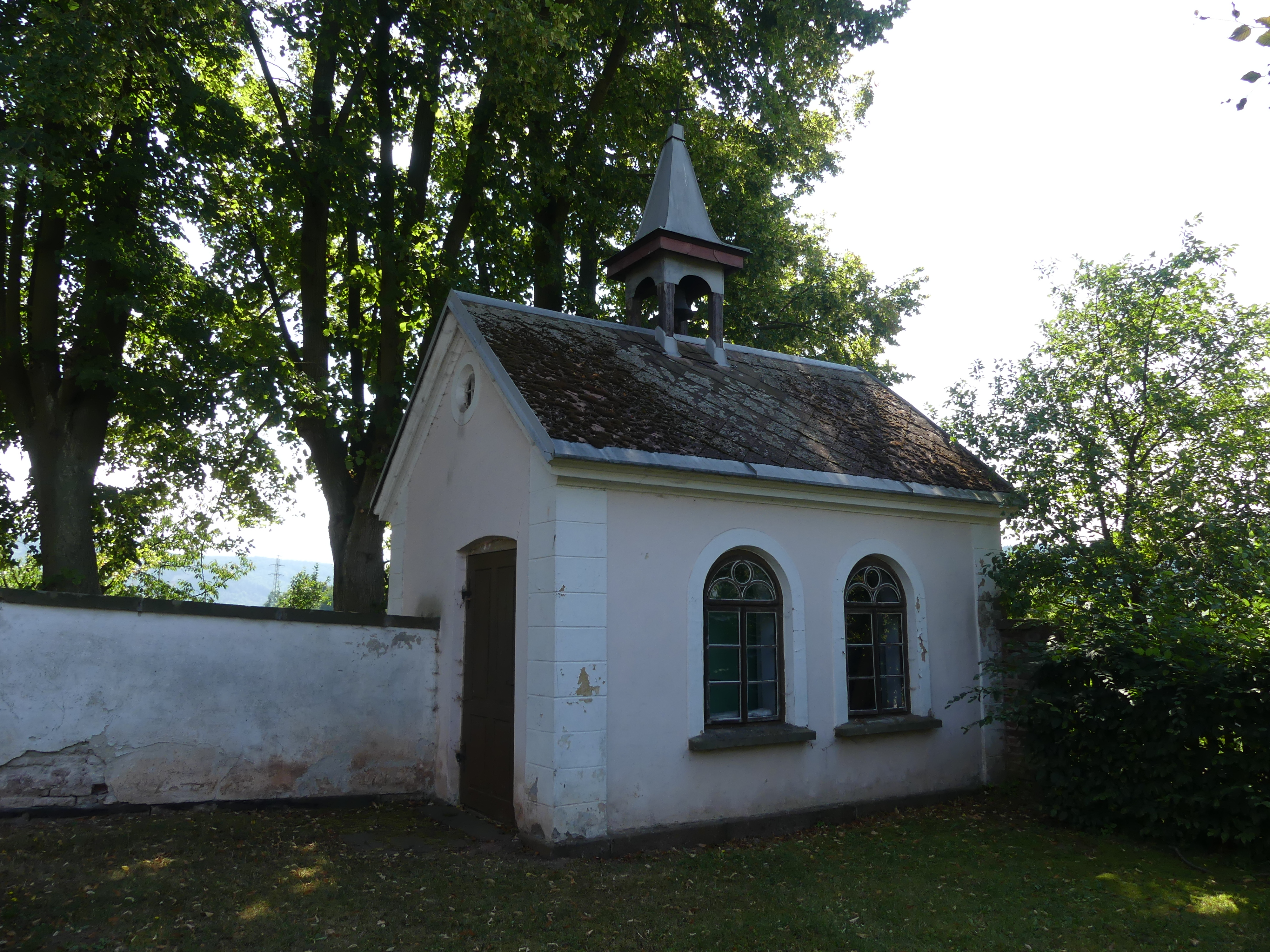
Márnice voletinského hřbitova se zvoničkou.
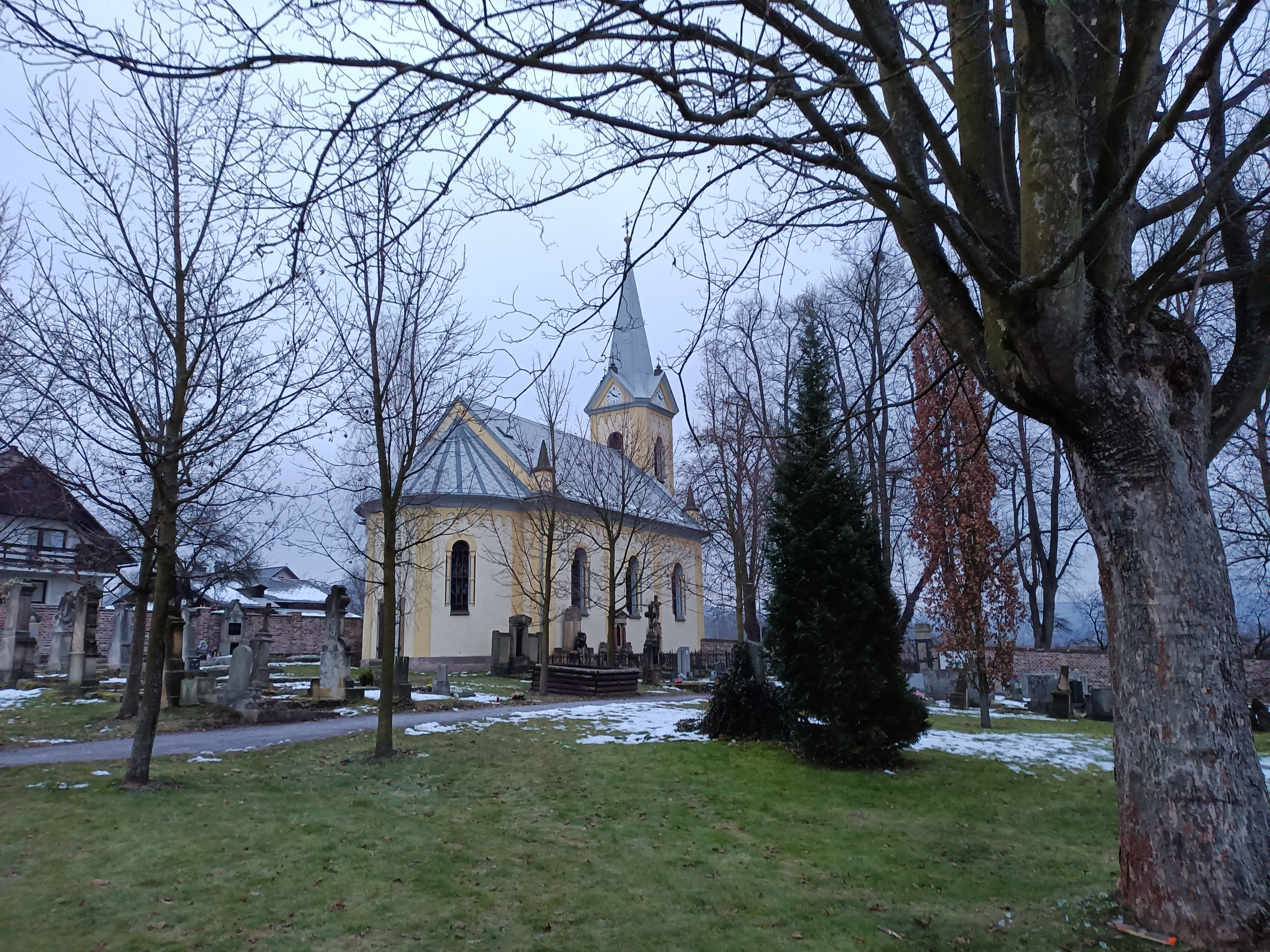
Hřbitovní kostel sv. Josefa.
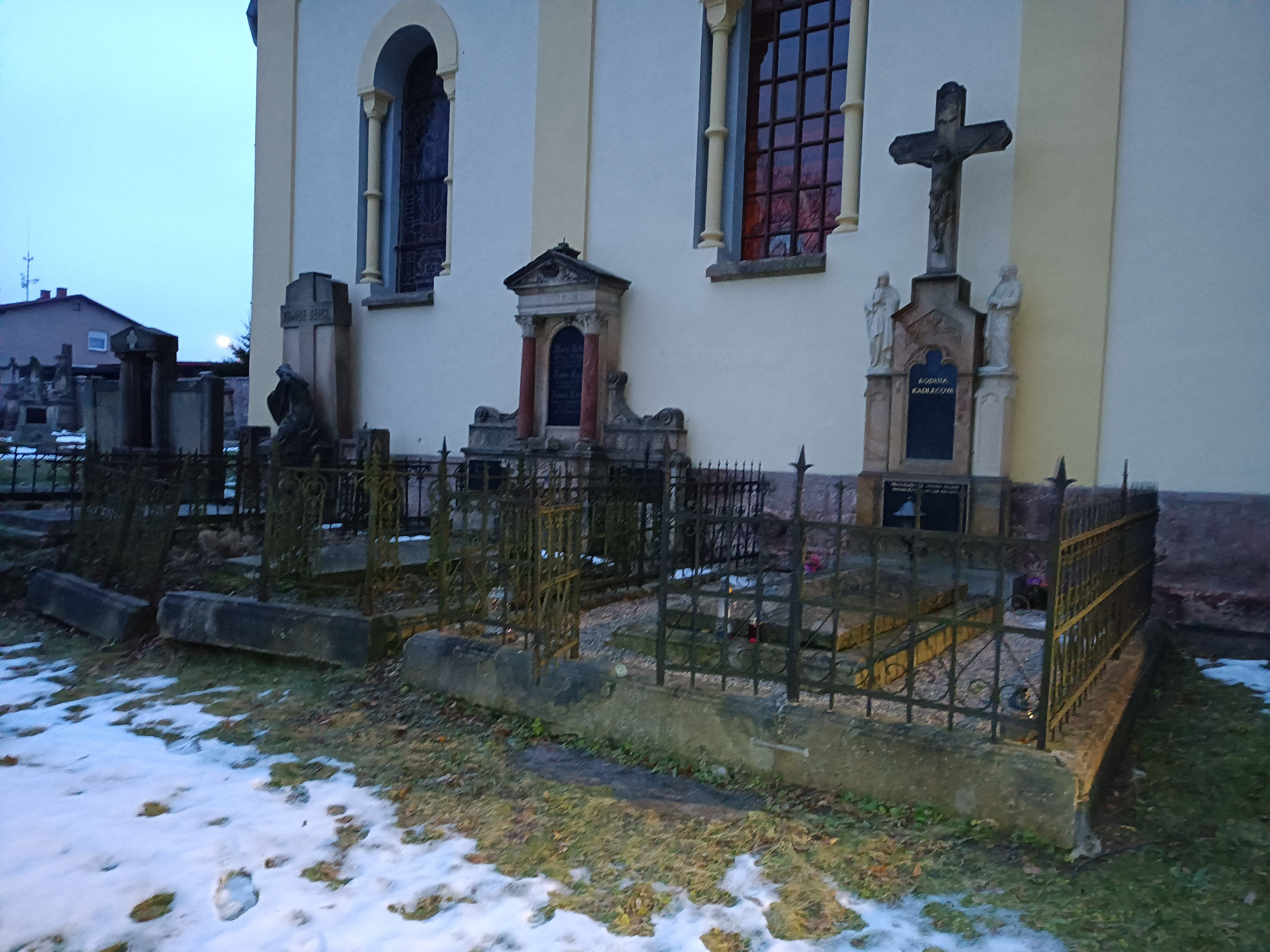
Historické náhrobky při zdi hřbitovního kostela sv. Josefa.
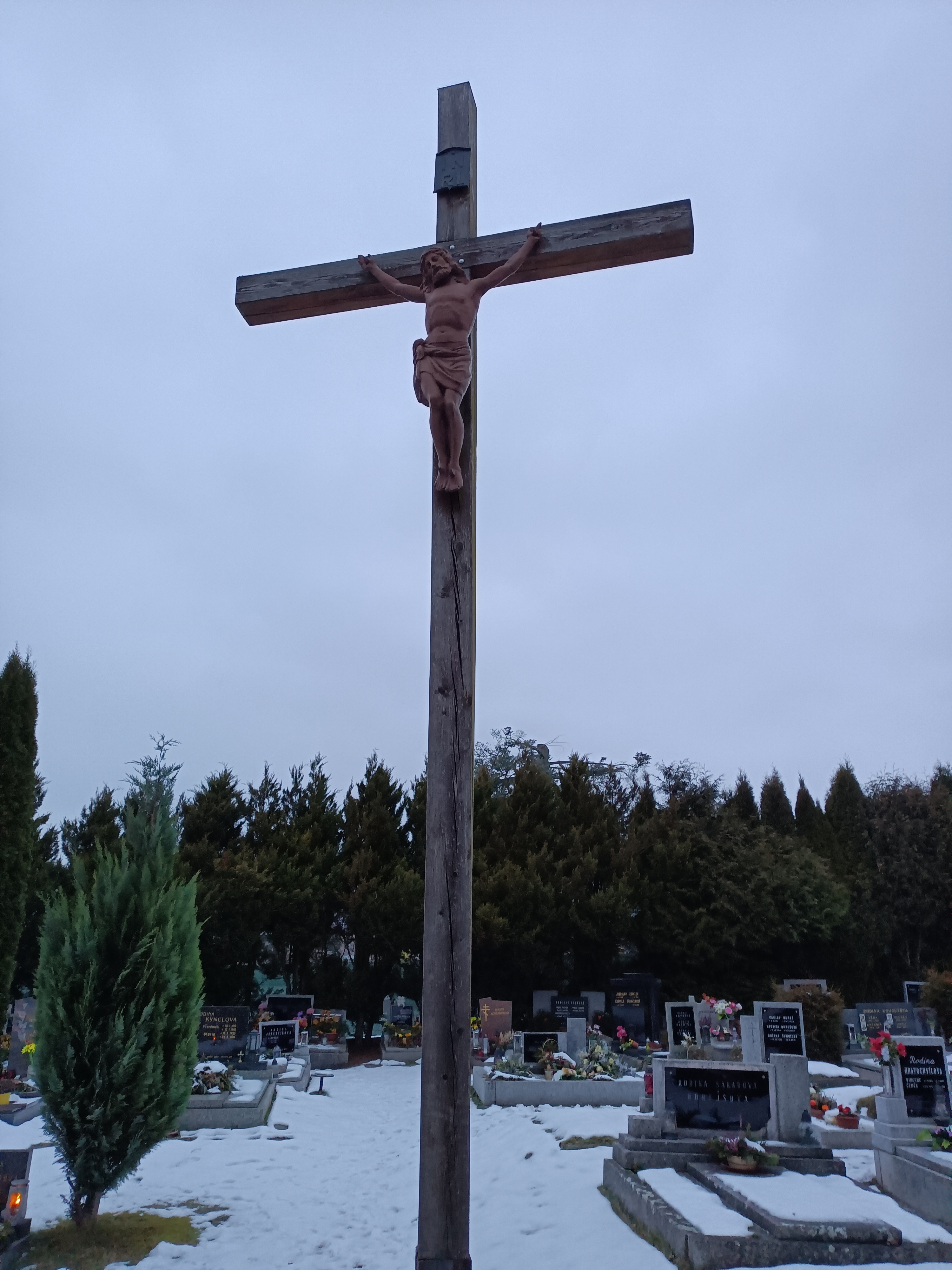
Hlavní kříž v centrální části hřbitova, vztyčen r. 2000.
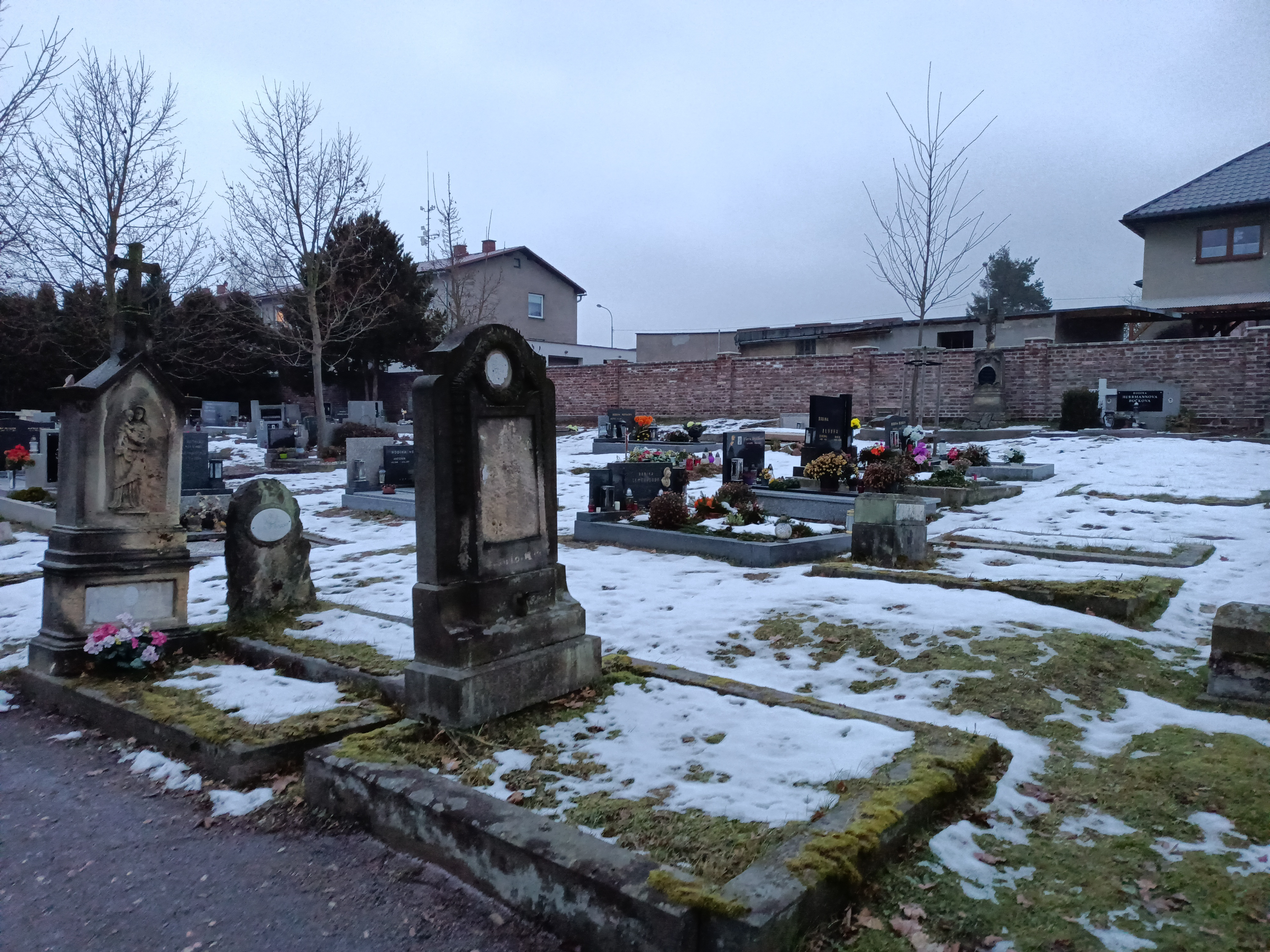
Historické náhrobky při hlavní hřbitovní cestě.
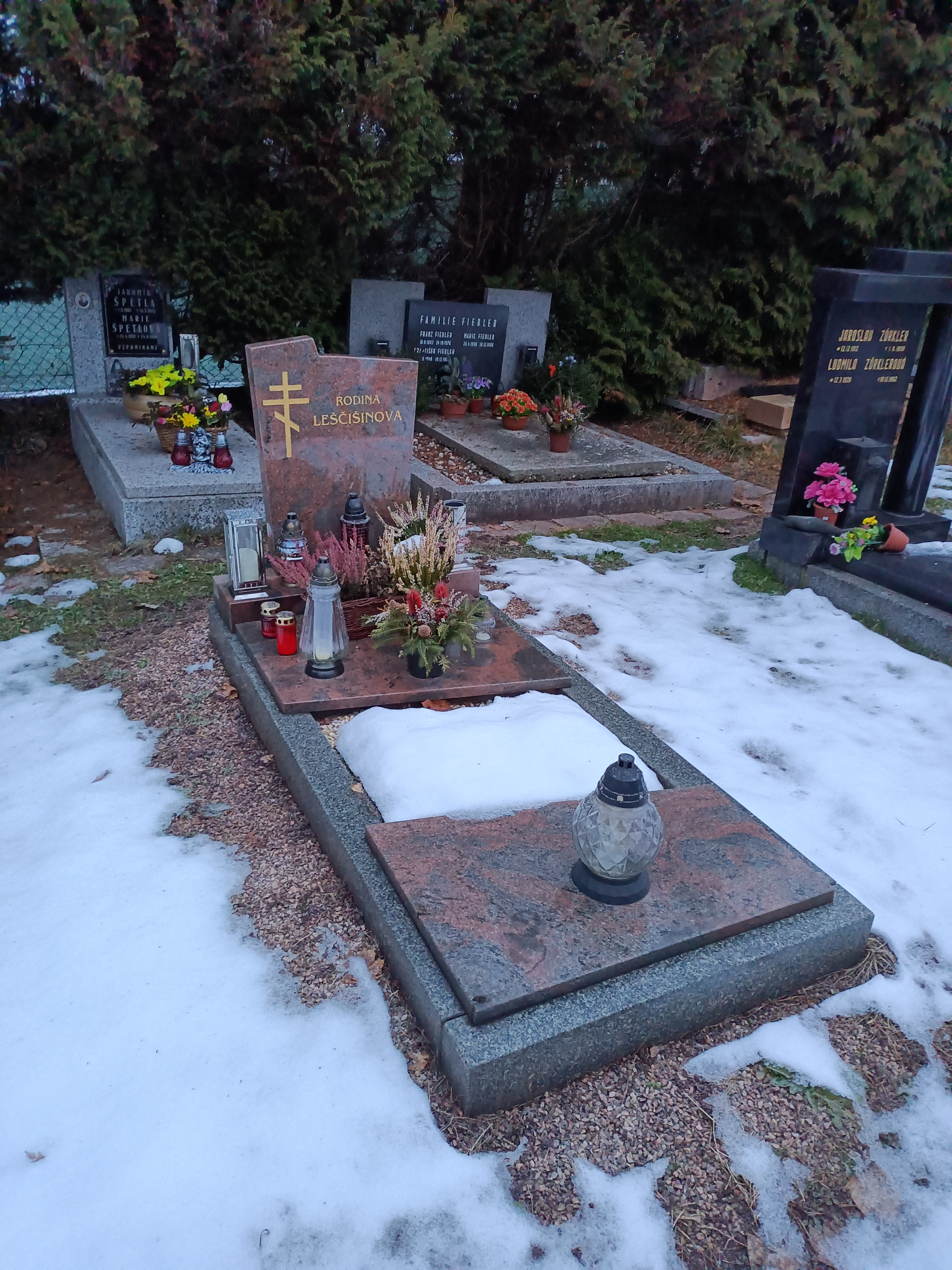
Jeden z pravoslavných hrobů na hřbitově.